# Надмош'є
Надмо́ш'є (рос. Надмошье) — присілок у складі Дмитровського міського округу Московської області, Росія.

## Населення
Населення — 33 особи (2010; 40 у 2002).
Національний склад (станом на 2002 рік):
- росіяни — 100 %